# Fobos 2

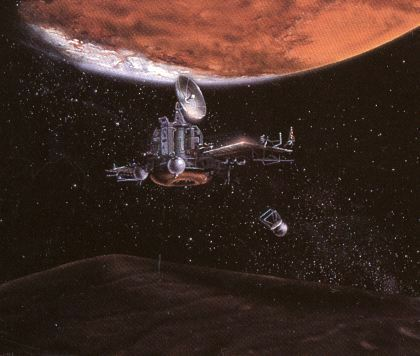
Ilustración de la sonda espacial Fobos 2 en las cercanías de Marte y su luna Fobos

Fobos 2 (en Ruso, "Фобос-2" también conocida como Phobos 2) fue la última sonda espacial diseñada por la Unión Soviética. Fue diseñado para explorar las lunas de Marte, Fobos y Deimos. Fue lanzado el 12 de julio de 1988 y entró en órbita el 29 de enero de 1989.
Fobos 2 operó nominalmente a lo largo de su crucero y fases de inserción orbital de Marte el 29 de enero de 1989, recopilando datos sobre el Sol, el medio interplanetario, Marte y Fobos. Fobos 2 investigó la superficie y la atmósfera de Marte y arrojó 37 imágenes de Fobos con una resolución de hasta 40 m.
Poco antes de la fase final de la misión, durante la cual la nave espacial debía acercarse a 50 m de la superficie de Fobos y liberar dos módulos de aterrizaje (una tolva móvil y el otro, una plataforma estacionaria), se perdió el contacto con Fobos 2. La misión terminó cuando la señal de la nave espacial no pudo recuperarse con éxito el 27 de marzo de 1989. Se determinó que la causa del fallo era un mal funcionamiento de la computadora de a bordo.

## Contexto
La intención de llevar a cabo una misión con Fobos como objetivo se hizo pública por primera vez el 14 de noviembre de 1984. Fobos fue elegido como objetivo después para evitar competir directamente con misiones estadounidenses anteriores. Originalmente se planeó un lanzamiento en 1986, pero este último se trasladó a 1988.

## Perfil de la misión
Fobo  2 comenzó a desarrollar problemas durante la fase de vuelo interplanetario de la misión. Cuando la sonda alcanzó la órbita de Marte, dos de sus tres computadoras no funcionaban correctamente. Una de las computadoras estaba completamente muerta y la segunda comenzaba a funcionar mal. Dado que la sonda funcionaba en un sistema de sus computadoras votando sobre cualquier decisión, la única computadora en buen estado no podría controlar la nave porque no podría superar en votación a dos computadoras muertas. El transmisor de alta velocidad de la nave también había desarrollado problemas.
Fobos 2 llevó a cabo con éxito tres encuentros preliminares con Fobos durante los cuales se tomaron imágenes con la cámara videospectrométrica, el radiómetro y fotómetro combinados para Marte y el espectrómetro de imágenes para Marte.

## Diseño de la nave espacial

### Instrumentos
El espectrómetro infrarrojo Phobos 2 (ISM) obtuvo 45 000 espectros en el infrarrojo cercano (de 0,75 a 3,2 μm) en las áreas ecuatoriales de Marte, con una resolución espacial que va de 7 a 25 km, y 400 espectros de Fobos en resolución de 700 m. Estas observaciones permitieron recuperar los primeros mapas mineralógicos del planeta y su satélite y estudiar la atmósfera de Marte. ISM fue desarrollado en IAS y DESPA (Observatorio de París) con el apoyo del CNES.
Lista de instrumentos:
- Sistema de imágenes de TV "VSK"
- Módulo de aterrizaje de salto PROP-F.
- Espectrómetro de fluorescencia de rayos X automático ARS-FP
- Magnetómetro ferroprobe
- Sensor de susceptibilidad / permeabilidad magnética Kappameter
- Gravímetro
- Sensores de temperatura
- Conductómetro / inclinómetro BISIN
- Sensores mecánicos (penetrómetro, acelerómetro UIU, sensores en el mecanismo de salto)
- Módulo de aterrizaje "DAS" (estación autónoma de larga duración)
- Cámara de televisión
- Espectrómetro de rayos X de protones alfa ALPHA-X
- Sensor solar LIBRATION (también conocido como STENOPEE)
- Sismómetro
- Penetrómetro de anclaje RAZREZ
- Experimento de mecánica celeste
- Espectrómetro / radiómetro térmico infrarrojo "ISM" - resolución de 1 ± 2 km
- Espectrómetro de imágenes de infrarrojo cercano
- Cámara termográfica; magnetómetros
- Espectrómetros de rayos gamma
- Telescopio de rayos X
- Detectores de radiación
- Altímetros de radar y láser
- Experimento láser Lima-D: diseñado para vaporizar material de la superficie de Fobos para su análisis químico mediante un espectrómetro de masas
- Experimento Automático de Plasma Espacial con Analizador Giratorio (ASPERA), un espectrómetro de electrones y analizador de masas de iones del Instituto Sueco de Física Espacial.

## Resultados
La nave tomó 37 fotos de Fobos obteniendo imágenes de la mayor parte (80 %) de la Luna. El espectrómetro infrarrojo no encontró rastro de agua.

## Legado
El diseño de Fobos se usó nuevamente para la misión Mars 96, que se retrasó mucho tiempo y terminó en falla cuando la cuarta etapa del vehículo de lanzamiento falló. Además, la misión Fobos-Grunt, también diseñada para explorar Fobos, terminó en un fracaso en 2011. Hasta ahora, no ha habido una sonda completamente exitosa a Fobos.